# Tam Xuân I
Tam Xuân I là một xã thuộc huyện Núi Thành, tỉnh Quảng Nam, Việt Nam.

## Địa lý
Xã Tam Xuân I nằm ở phía bắc huyện Núi Thành, có vị trí địa lý:
- Phía đông giáp xã Tam Tiến
- Phía tây và phía bắc giáp thành phố Tam Kỳ
- Phía nam giáp xã Tam Xuân II và huyện Phú Ninh.

Xã Tam Xuân I có diện tích 18,82 km², dân số năm 2019 là 13.477 người, mật độ dân số đạt 716 người/km².

## Hành chính
Xã Tam Xuân được chia thành 9 thôn: Bích An, Bích Trung, Bích Tân, Khương Mỹ, Tam Mỹ, Phú Hưng, Phú Trung Đông, Phú Đông, Phú Bình.

## Lịch sử
Xã Tam Xuân I được thành lập vào ngày 29 tháng 8 năm 1994 trên cơ sở một phần diện tích và dân số của xã Tam Xuân cũ.